# أوليفيا أولافلي
أوليفيا أو لافلى (Olivia O'Lovely) ممثلة أفلام إباحية أمريكية ولدت يوم 26 سبتمبر 1976 في مدينة سانتافى بولاية نيومكسيكو الأمريكية، وأسرتها من أصول إيطالية وفرنسية وإسبانية وتشيلية.
عملت أوليفيا أو لافلى في الأول كعارضة عارية، وبعد ذلك عملت راقصة استربتيز في مراقص مقاطعة إينلاند إمباير بولاية كاليفورنيا الأمريكية. وفي سنة 2006 دخلت مجال الأفلام الايباحية بعدما اتعاقدت مع شركات برازرز ومجلة هاسلر، ومثلت أكتر من 270 فيلم ايباحي أهمهم Ass Worship 4 وAss Worship 5 وBig Wet Asses 3 وDouble D Babes 4 وSeasoned Players 5 وAsses of Face Destruction 6 وBig Wet Butts 2 واستخدمت فيها أكتر من اسم شهرة مثل أوليفيا ماردونز (Olivia Mardones) وأوليفيا أو لافل (Olivia O'lovele) ؛ وهي تفضل تصوير مشاهد ممارسة الجنس في مؤخرتها أكتر من ممارسة الجنس الطبيعى.
في شهر يناير 2008 اعتزلت أوليفيا أو لافلى عملها في مجال الأفلام الايباحية، وبدأت تدرس علم النفس. وفي نفس السنة ظهرت مع مغنى الراب الأمريكي ميورس (MURS) في الفيديو كليب ريسكي بيزنس ومع مغنى الراب الأمريكي شوك جى (Shock G) في الفيديو كليب End of the Beginning LP
في سنة 2010 دخلت أوليفيا أو لافلى مجال مصارعة المحترفين في بطولة بطولة المصارعة من هوليود ‏ وكانت مديرة لفريق The Tribe (Hawaiian Lion & Navago Warrior)، وبعد ذلك انضمت للفريق نفسه بصفتها مصارعة وعملوا اسم جديد للفريق هو عقب وكسروا قوانين بطولة NWA في المباريات التي لعبوها.
أوليفيا أو لافلى كسبت جائزة Urban X Award 2010 - Hall of Fame
أوليفيا أو لافلى اترشحت أيضا للجوائز هذه:
- جوائز إيه في إن 2005 كأفضل مشهد جنس ثلاثى عن فيلم Drop Sex 2
- جوائز إيه في إن 2006 كأفضل مشهد جنس ثلاثى عن فيلم She Got Ass

## روابط خارجية
- أوليفيا أولافلي على موقع IMDb (الإنجليزية)
- أوليفيا أولافلي على موقع قاعدة بيانات الفيلم (الإنجليزية)
- أوليفيا أولافلي على موقع كينوبويسك (الروسية)